# 池端隆史
池端 隆史（いけはた たかし、1958年2月10日 - ）は、日本の男性アニメーション演出家、アニメーション監督。池端たかし名義で活動もしている。

## 来歴・人物
1981年、東京アニメーションフィルム（現・アニメフィルム）に入社し、撮影を担当する。スタジオぎゃろっぷ（現・ぎゃろっぷ）、アウベック、高橋プロダクションを経てフリーランスとなる。アウベックの『タイガーシャークス』（合作作品）で初演出、2002年のOVA『Happy World!』で初監督を務める。
2004年、『げんしけん』のインターネットラジオ『うらけん』でラジオパーソナリティを務める。
長らく『クレヨンしんちゃん』の演出に携わっていたため、原恵一や水島努と親交が深い。また水島がシンエイ動画を出てフリーになった際には『光と水のダフネ』、『げんしけん』、『くじびきアンバランス』など自身の監督作品のスタッフとして起用している。

## 参加作品

### テレビアニメ
1983年
- 魔法の天使クリィミーマミ（撮影）

1985年
- 魔法のスターマジカルエミ（撮影）

1989年
- 桃太郎伝説 PEACHBOY LEGEND（1989年 - 1990年、絵コンテ・演出）

1990年
- PEACH COMMAND 新桃太郎伝説（1990年 - 1991年、絵コンテ・演出）

1991年
- 少年アシベ（絵コンテ・演出）

1992年
- 少年アシベ2（1992年 - 1993年、絵コンテ・演出）
- ツヨシしっかりしなさい（1992年 - 1994年、絵コンテ・演出）
- サラダ十勇士トマトマン（絵コンテ）
- クレヨンしんちゃん（1992年 - 、絵コンテ・演出）

1993年
- 忍たま乱太郎（1993年 - 、絵コンテ）

1995年
- 飛べ!イサミ（1995年 - 1996年、絵コンテ・演出）
- ぼのぼの（1995年 - 1996年、絵コンテ・演出）
- 鬼神童子ZENKI（絵コンテ）

1996年
- はじめ人間ゴン（絵コンテ・演出）
- セイバーマリオネットJ（1996年 - 1997年、絵コンテ・演出）
- こどものおもちゃ（1996年 - 1998年、絵コンテ・演出）

1997年
- ケロケロちゃいむ（絵コンテ・演出）
- はれときどきぶた（1997年 - 1998年、演出）

1998年
- 魔法のステージファンシーララ（絵コンテ・演出）
- 快傑蒸気探偵団 TV ANIMATION SERIES（絵コンテ・演出）
- アリスSOS（1998年 - 1999年、演出）

1999年
- おるちゅばんエビちゅ（絵コンテ）
- パワーストーン（演出）
- ∀ガンダム（ - 2000年、演出）

2000年
- 犬夜叉（2000年 - 2004年、絵コンテ・演出）

2001年
- ジャングルはいつもハレのちグゥ（絵コンテ・演出）
- おとぎストーリー 天使のしっぽ（絵コンテ）
- シスター♥プリンセス（絵コンテ）
- ポケットモンスタークリスタル ライコウ雷の伝説（演出）
- 激闘!クラッシュギアTURBO（2001年 - 2003年、絵コンテ・演出）
- SAMURAI GIRL リアルバウトハイスクール（演出）

2002年
- あずまんが大王（絵コンテ・演出）※末広東名義。
- 七人のナナ（絵コンテ・演出）

2003年
- クラッシュギアNitro（演出）
- D.C. 〜ダ・カーポ〜（絵コンテ・演出）

2004年
- 光と水のダフネ（監督・絵コンテ）
- 焼きたて!!ジャぱん（2004年 - 2006年、絵コンテ・演出）
- げんしけん（監督・絵コンテ）

2005年
- D.C.S.S. 〜ダ・カーポ セカンドシーズン〜（絵コンテ）
- 苺ましまろ（絵コンテ）
- エレメンタル ジェレイド（絵コンテ）
- 灼眼のシャナ（2005年 - 2006年、絵コンテ・演出）

2006年
- スクールランブル 二学期（絵コンテ・演出）
- ハチミツとクローバーII（演出）

2007年
- ぽてまよ（監督・絵コンテ・演出）

2008年
- 灼眼のシャナII -Second-（絵コンテ・演出）

2009年
- 大正野球娘。（監督・シリーズ構成・脚本・絵コンテ）

2010年
- 会長はメイド様!（絵コンテ・演出）
- 迷い猫オーバーラン!（第6話監督・脚本・絵コンテ・演出）
- たまごっち!（絵コンテ）
- 探偵オペラ ミルキィホームズ（助監督・演出）
- 屍鬼（絵コンテ）

2011年
- とある魔術の禁書目録II（演出）
- 緋弾のアリア（絵コンテ・演出）
- まよチキ!（絵コンテ・演出・挿入歌「HAPPY HAPPY BIRTHDAY」作詞）
- 灼眼のシャナIII-FINAL-（絵コンテ・演出）

2012年
- 探偵オペラ ミルキィホームズ 第2幕（助監督・絵コンテ・演出）
- パパのいうことを聞きなさい!（絵コンテ・演出）
- じょしらく（絵コンテ・演出）
- 恋と選挙とチョコレート（絵コンテ）
- さくら荘のペットな彼女（演出）
- ガールズ&パンツァー（演出）

2013年
- 閃乱カグラ（演出）
- とある科学の超電磁砲S（演出）
- 幻影ヲ駆ケル太陽（演出）
- ぎんぎつね（演出）
- アウトブレイク・カンパニー（演出）

2014年
- アイカツ!（絵コンテ）
- ウィッチクラフトワークス（演出）
- ノブナガン（絵コンテ）
- ノーゲーム・ノーライフ（演出）
- selector spread WIXOSS（絵コンテ）
- FAIRY TAIL（絵コンテ）

2015年
- やはり俺の青春ラブコメはまちがっている。続（助監督・絵コンテ・演出）
- のんのんびより りぴーと（演出）
- 新妹魔王の契約者 BURST（絵コンテ・演出）

2016年
- NINJAハットリくんリターンズ（演出）
- プリパラ（絵コンテ）
- この美術部には問題がある!（助監督、演出）
- ブレイブウィッチーズ（ED絵コンテ・演出）

2017年
- 月がきれい（助監督・OP2演出）
- 武装少女マキャヴェリズム（絵コンテ）

2018年
- アイドリッシュセブン（絵コンテ）
- ISLAND（助監督）

2019年
- この世の果てで恋を唄う少女YU-NO（絵コンテ）

2020年
- ひぐらしのなく頃に業（助監督・演出）
- やはり俺の青春ラブコメはまちがっている。完（絵コンテ）

2021年
- ひぐらしのなく頃に卒（助監督・演出）

2023年
- スパイ教室（助監督、演出）
- 私の百合はお仕事です!（助監督、演出）

2024年
- 狼と香辛料 MERCHANT MEETS THE WISE WOLF（演出）

### 劇場アニメ
1984年
- うる星やつら2 ビューティフル・ドリーマー（撮影）

1985年
- 銀河鉄道の夜（撮影（スタジオぎゃろっぷ））

1991年
- たあ坊の竜宮星大探険（演出）

2002年
- 劇場版∀ガンダムI 地球光（演出）
- 劇場版∀ガンダムII 月光蝶（演出）

2007年
- 劇場版 灼眼のシャナ（演出）

2010年
- 劇場版 NARUTO -ナルト- そよ風伝 ナルトと魔神と3つのお願いだってばよ!!（監督・脚本）

2014年
- クレヨンしんちゃん ガチンコ!逆襲のロボとーちゃん（絵コンテ・演出）

2016年
- クレヨンしんちゃん 爆睡!ユメミーワールド大突撃（演出）

### OVA
1985年
- 天使のたまご（撮影）
- エリア88（撮影）

1992年
- うしおととら（1992年 - 1993年、絵コンテ・演出）

2002年
- Happy World!（2002年 - 2003年、監督）

2004年
- くじびきアンバランス（2004年 - 2005年、監督）

2005年
- 大魔法峠（2005年 - 2006年、絵コンテ・演出）

2006年
- 灼眼のシャナSP 「恋と温泉の校外学習!」（絵コンテ・演出）

2007年
- 苺ましまろ（絵コンテ）

2008年
- 快盗天使ツインエンジェル（演出）

2012年
- 侵略!!イカ娘（絵コンテ・演出）

### Webアニメ
- 神羅万象 天地神明の章（2014年、監督・構成・絵コンテ）